# Vezičevo
Vezičevo es un pueblo ubicado en la municipalidad de Petrovac, en el distrito de Braničevo, Serbia.

## Superficie
Posee una superficie de 16,05 kilómetros cuadrados.

## Demografía
Hasta 2011 la población era de 368 habitantes, con una densidad de población de 22,93 habitantes por kilómetro cuadrado.